# Phonophobia
Phonophobia è il sesto album del gruppo grindcore Extreme Noise Terror, pubblicato nel 1991 dalla Discipline Records.

## Tracce

### CD 1
1. Pray To Be Saved
2. Knee Deep In Shit
3. Self Decay
4. Moral Bondage

### CD 2
1. Just Think About It
2. Lame Brain
3. What Do You Care?
4. Third world Genocide

## Formazione
- Dean Jones - voce
- Phil Vane - voce
- Pete Hurley - chitarra e voce
- Mark Bailey - basso
- Tony "Stick" Dickens - batteria